# Veritas File System
Pour les articles homonymes, voir Veritas.
Veritas File System (ou VxFS, nommé JFS ou OJFS sous HP-UX), est un système de fichiers fondé sur les extents qui fut le premier système de fichiers journalisé commercialisé. Son développement a été initié par VERITAS software, société ayant fusionné avec Symantec en 2005. Grâce à un accord OEM, VxFS est utilisé comme système de fichiers par défaut sur le système d'exploitation HP-UX, bien qu'il soit nommé JFS par HP. OJFS est une variante de ce système de fichiers supportant la défragmentation en ligne et le redimensionnement.
Il est également supporté sur AIX, Linux, Solaris, SINIX/Reliant UNIX et UnixWare. VxFS fut initialement développé pour les Laboratoires Bell-AT&T. VxFS est fourni comme faisant part du produit Veritas Storage Foundation qui inclut également Veritas Volume Manager.

## Historique
Selon Veritas, VxFS fut le premier système de fichiers journalisé commercialisé. Cette affirmation peut être prise sous deux angles : la première implantation d'un système de fichiers journalisé dans un contexte d'usage commercial ou encore, le premier système de fichiers disponible en produit non-intégré. Dan Koren est cité comme étant l'un des développeurs originaux du VxFS. Il a écrit dans une liste de distribution qu'ils ont « terminé la version 1.0 un an ou presque » après avoir démarré le développement de VxFS sous contrat avec AT&T en 1990 D'autres sources s'entendent pour dire que le produit a été lancé pour la première fois en 1991,.

## Versions de la topologie
La topologie d'agencement des données sur disque de VxFS permet la journalisation et la modification quand le système de fichiers est monté.
La version 5 de la topologie VxFS supporte les systèmes de fichiers pouvant atteindre la taille de 32 téraoctets. La taille individuelle des fichiers peut atteindre 2 téraoctets. La version 5 de la topologie VxFS est apparue dans la version 3.5 de VxFS.
La version 6 de la topologie supporte des systèmes de fichiers et des fichiers pouvant atteindre 8 exaoctets. La version 6 a également introduit le support des flux nommés/resource forks, des volumes sous-jacents et des fichiers journaux. La version 6 de la topologie VxFS est apparue dans la version 4.0 de VxFS.
La version 7 de la topologie introduite avec la version VxFS 5.0 étant le support des volumes multiples en permettant le Dynamic Storage Tiering. Le Dynamic Storage Tiering permet aux administrateurs systèmes de déplacer les fichiers entre différents volumes, d'allouer les fichiers à leur création dans différents volumes en fonction de règles, de restaurer les volumes indépendamment les uns des autres sans affecter l'espace de noms du système de fichiers.

## Mode d'accès parallèle
VxFS peut être exécuté en mode simple instance ou en mode de systèmes de fichiers parallèles ou clusters. Ce dernier mode permet à plusieurs serveurs (ou nœuds du cluster) d'accéder simultanément au même système de fichiers. Quand VxFS est utilisé dans ce mode on parle alors de Veritas Cluster File System. Cluster File System offre un cache cohérent et une conformité POSIX entre les nœuds, permettant ainsi que les changements apportées aux données soient vues de manière atomique et simultanée par tous les nœuds du cluster. Cluster File System partageant les mêmes bibliothèques binaires que VxFS simple instance, l'échange de données entre le mode cluster et le mode simple est direct.

## Sources
- (en) Cet article est partiellement ou en totalité issu de l’article de Wikipédia en anglais intitulé « Veritas File System » (voir la liste des auteurs).